# Seleção Dinamarquesa de Voleibol Feminino

A seleção dinamarquesa de voleibol feminino é uma equipe europeia composta pelas melhores jogadoras de voleibol da Dinamarca. A equipe é mantida pela Federação Dinamarquesa de Voleibol (Dansk Volleyball Forbund). Encontra-se na 68ª posição do ranking mundial da FIVB segundo dados de 6 de outubro de 2015.